# 源恵
源 恵（みなもと の ほどこす）は、平安時代前期の貴族・歌人。名は忠とも記される。嵯峨源氏、大納言・源弘の孫。但馬守・源弼の長男。官位は正五位下・右衛門権佐。 

## 経歴
能登介・主殿助を経て、延喜8年（908年）従五位下・信濃守に叙任される。延喜15年（915年）治国の功労により従五位上に叙せられ、伊豆守に任ぜられる。
延喜20年（920年）治部大輔に任ぜられ京官に復すが、延喜21年（921年）山城守を兼ね、延長元年（923年）右衛門権佐に遷任するが、引き続き山城守も務めた。延長4年（926年）伊豆山城両国の治国の功労により正五位下に叙せられると、延長6年（928年）丹波守に任ぜられるなど醍醐朝にて主に地方官を歴任した。朱雀朝の延長9年（931年）卒去。
勅撰歌人として、『古今和歌集』に和歌作品1首が採録されている。

## 官歴
注記のないものは『古今和歌集目録』による。
- 昌泰3年（900年） 正月：能登介[2]
- 延喜4年（904年） 2月26日：主殿助
- 延喜8年（908年） 正月7日：従五位下（宇多院御給）。正月12日：信濃守
- 延喜15年（915年） 正月7日：従五位上（治国）。正月12日：伊豆守
- 延喜20年（920年） 9月21日：治部大輔
- 延喜21年（921年） 正月30日：兼山城守
- 延長元年（923年） 4月10日：兼斎院長官。6月22日：右衛門権佐、山城守如元、停治部大輔
- 延長4年（926年） 正月10日：正五位下（伊豆山城両治国）
- 延長6年（928年） 正月25日：丹波守
- 延長9年（931年） 日付不詳：卒去

## 系譜
『尊卑分脈』による。
- 父：源弼
- 母：不詳
- 妻：不詳
  - 男子：源洽